# Greben (Višegrad, BiH)
Greben je naseljeno mjesto u općini Višegradu, Republika Srpska, BiH.

## Stanovništvo
Nacionalni sastav stanovništva 1991. godine, bio je sljedeći:
| Narod  | Broj stanovnika |
| ------ | --------------- |
| Srbi   | 105             |
| Ostali | 3               |
| Ukupno | 108             |